# День М (книга, 1996)
«День M» — документально-публіцистична книга Віктора Суворова про причини виникнення та рушійні сили Другої світової війни. 

## Оприлюднення
Вийшла у 1996 році. Є продовженням книги «Криголам» (рос. «Ледокол», 1987).

## Зміст
В книзі автор продовжує аргументований доказ того, що не гітлерівська Німеччина, а сталінський СРСР планував атаку на Європу і всіляко роздмухував конфлікт, щоб розпалити загальноєвропейську війну, яка мала послабити європейські держави достатньо, щоб Радянський Союз міг би їх легко підкорити.

## Продовження теми
Продовженням цієї книги є книги 
- «Остання республіка». Книга перша 1997
- «Остання республіка (Свята справа)». Книга друга 2008
- «Остання республіка (Розгром)». Книга третя 2010